# María Cristina Masaveu Peterson

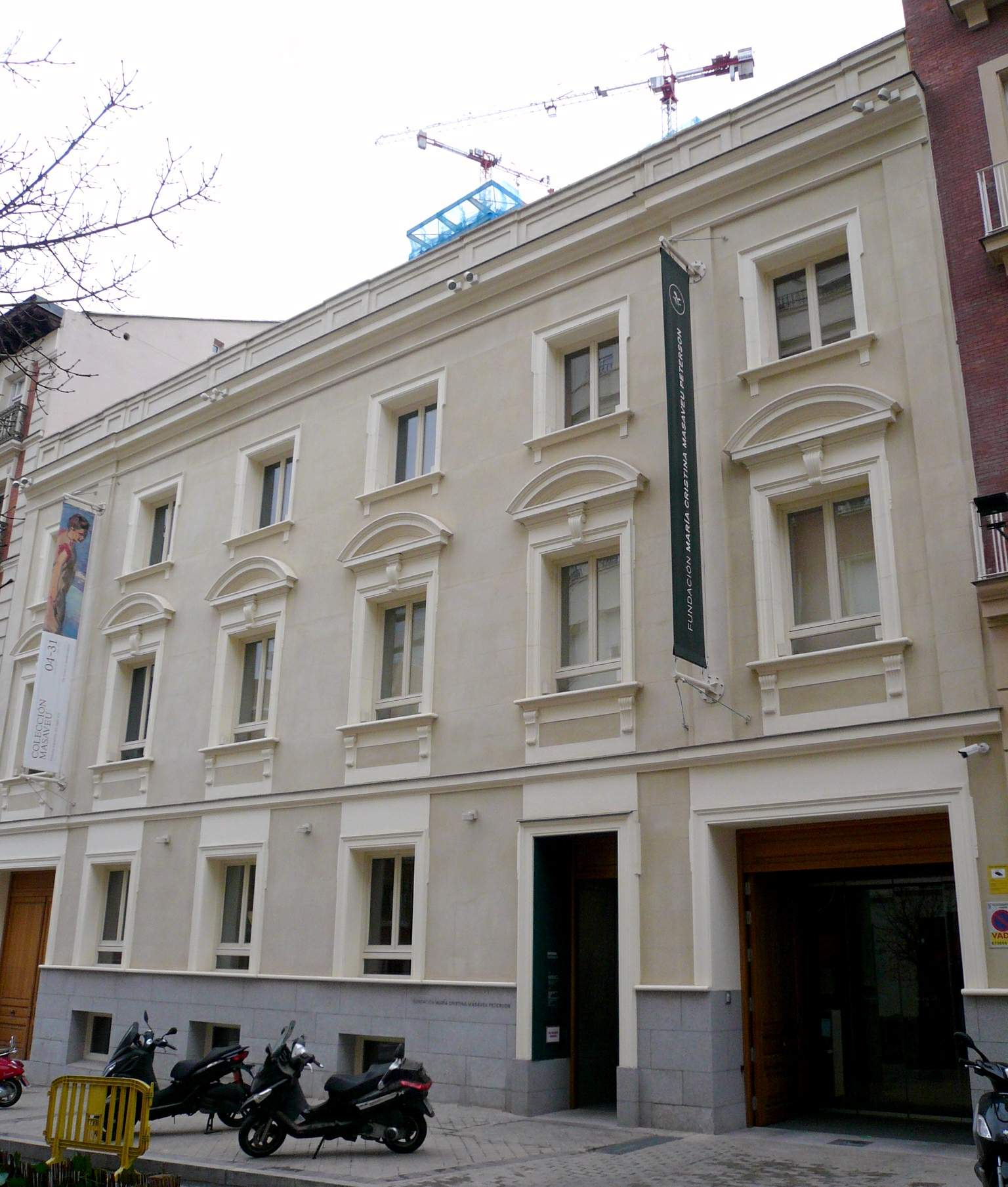
Edificio de la Fundación María Cristina Masaveu Peterson en Madrid

María Cristina Masaveu Peterson (Oviedo, 17 de abril de 1937-14 de noviembre de 2006) fue una empresaria, filántropa y mecenas española, creadora de la fundación que lleva su nombre.

## Biografía
Era hija del banquero, industrial y mecenas Pedro Masaveu Masaveu y de la hija de un diplomático sueco, Juj Peterson Sjönell, que falleció prematuramente en 1945 a los 46 años. La familia Masaveu, vinculada a Asturias, creó un importante capital industrial y financiero de modelo burgués a mediados del siglo XIX, que se convirtió con los años y a través de generaciones en el Grupo Masaveu, un grupo financiero-empresarial en el que se incluyen empresas cementeras. La familia, melómana, coleccionista de arte y con inquietudes artísticas, tuvo relación con escritores, políticos y artistas de vanguardia que frecuentaban su residencia asturiana, el Palacio de Hevia, en Siero, donde se sabe que Federico Mompou compuso algunas de sus obras. Masaveu cursó estudios de piano en Oviedo y Madrid. Tuvo residencia entre Londres, Madrid, Barcelona y finalmente Ibiza. Tras la muerte de su padre en 1968 y de su único hermano Pedro Masaveu Peterson, fallecido en 1993 soltero y sin descendencia, devino accionista mayoritaria del grupo de empresas Corporación Masaveu, y presidenta juntamente con su primo. Se convirtió también en la depositaria de la colección artística de la familia, comenzada en 1930, con Pedro Masaveu Rovira, continuada por su padre, su hermano Pedro Masaveu Peterson, y mantenida y aumentada por ella misma. 

### Colección Pedro Masaveu
La Ley 49/2002, de 23 de diciembre, de Régimen fiscal de las entidades sin fines lucrativos y de los incentivos fiscales al mecenazgo, facilitó que la colección de arte de los fallecidos fuera parcialmente considerada dación en pago de impuesto de sucesiones por la herencia recibida. De esta forma, Masaveu gestionó que la colección de arte de su hermano Pedro pasara a adscribirse al Museo de Bellas Artes de Asturias bajo la denominación de Colección Pedro Masaveu. Se cumplía también así el deseo de los fallecidos de vincular su colección de arte a Asturias. Esta colección, de 410 obras, adquirida con el consejo del historiador Enrique Lafuente Ferrari, se compone de cuadros de los siglos XIV al siglo XX, y no sólo asturianos, entre ellos, obras de Berruguete, Ribera, Zurbarán, El Greco, Rubens y Goya.

### Fundación María Cristina Masaveu Peterson
Masaveu se reservó para sí la colección privada de su padre, para cuya gestión creó la fundación que lleva su nombre, "Fundación María Cristina Masaveu Peterson". Se constituyó en escritura pública el 5 de mayo de 2006, sólo unos pocos meses antes de su fallecimiento. Su objetivo era dar a conocer este patrimonio artístico, y la «promoción, difusión, conservación, recuperación y restauración del Patrimonio Histórico Español, de la música y el arte en general; la promoción profesional de los jóvenes trabajadores» y también incluía el apoyo a la investigación científica, en particular, «en el desarrollo tecnológico de la industria de fabricación del cemento y de sus aplicaciones posteriores». La colección consta de obras, entre otros, del Greco, José de Ribera, Vicente López, Joaquín Sorolla, Dionisio Fierros, Evaristo Valle, Ignacio Zuloaga, Eduardo Chillida, Joan Miró, Antonio López y Miquel Barceló.
La Fundación inauguró su edificio en la calle Alcalá Galiano de Madrid, en un palacete madrileño del siglo XIX del arquitecto Luis de Landecho, rehabilitado y reformado específicamente en 2018 para albergar la colección, mostrarla al público y alojar la sede de sus actividades artísticas, talleres, publicaciones de arte sobre investigación y artistas noveles.

## Reconocimientos
“Cristina Masaveu” es el nombre de un buque cementero propiedad del Grupo Masaveu, que rinde homenaje a la figura de María Cristina Masaveu Peterson.